# Chamery
Chamery ist eine französische Gemeinde mit 455 Einwohnern (Stand: 1. Januar 2022) im Département Marne in der Region Grand Est (vor 2016 Champagne-Ardenne). Die Gemeinde gehört zum Arrondissement Reims und zum Kanton Fismes-Montagne de Reims. Die Einwohner werden Chamayots genannt.

## Geographie
Chamery liegt etwa 14 Kilometer südsüdwestlich des Stadtzentrums von Reims. Umgeben wird Chamery von den Nachbargemeinden Écueil im Norden und Westen, Villers-aux-Nœuds im Nordosten, Sermiers im Osten und Südosten, Courtagnon im Süden sowie Nanteuil-la-Forêt im Südwesten.

## Bevölkerungsentwicklung
| Jahr                       | 1962 | 1968 | 1975 | 1982 | 1990 | 1999 | 2006 | 2018 |
| Einwohner                  | 345  | 362  | 365  | 394  | 383  | 400  | 392  | 426  |
| Quellen: Cassini und INSEE |      |      |      |      |      |      |      |      |

## Sehenswürdigkeiten

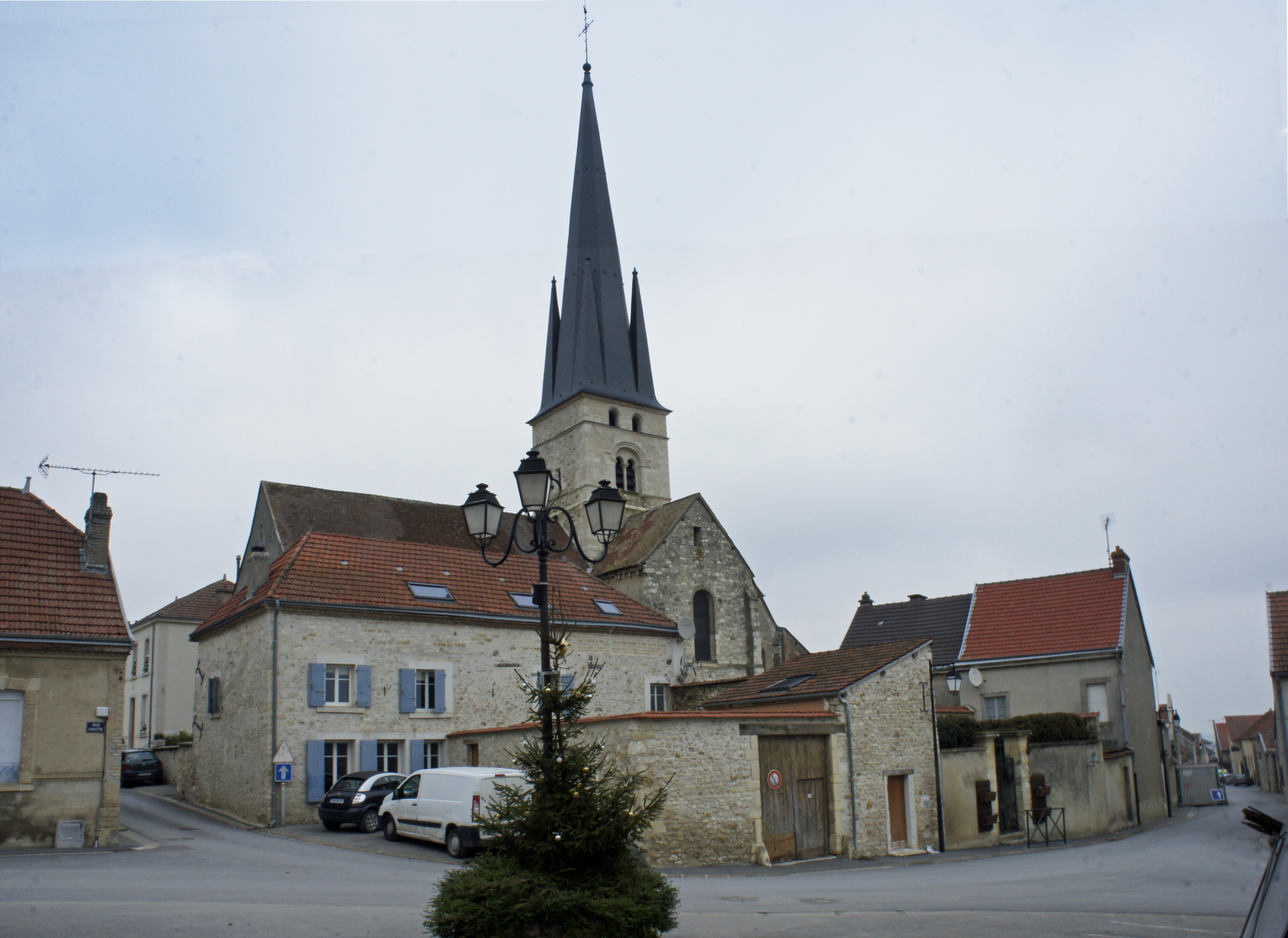
Kirche Saint-Pierre-et-Saint-Paul

- Kirche Saint-Pierre-et-Saint-Paul, Monument historique